# 開羅 (密蘇里州)
開羅（英語：Cairo）是位於美國密蘇里州蘭道夫縣的村。

## 人口
根據2020年美國人口普查的數據，開羅的面積為0.78平方千米，皆為陸地。當地共有人口205人，而人口密度為每平方千米263人。